# 50726 Anniemaunder
50726 Anniemaunder este o planetă minoră (asteroid) din centura de asteroizi. A fost descoperită pe 4 martie 2000 la Catalina Station⁠(d) de Catalina Sky Survey și a fost numită după Annie Scott Dill Maunder⁠(d). 
Obiectul prezintă o orbită caracterizată de o semiaxă mare de 2,7606969028222 UAi, o excentricitate de 0,036040347997739, o înclinație de 3,3870105947948 ° în raport cu ecliptica.